# Помилковий флірт
Помилковий флірт (англ. A Flirt's Mistake)— американська короткометражна кінокомедія Джорджа Ніколса 1914 року з Роско Арбаклом в головній ролі.

## Сюжет
Флірт в парку обернувся для Фатті катастрофою. Раджа не потерпить такої образи.

## У ролях
- Роско ’Товстун’ Арбакл — чоловік
- Френк Кулі — перший фліртуючий в парку
- Мінта Дарфі — дружина
- Вільям Хаубер — поліцейський
- Джордж Джеске — поліцейський
- Едгар Кеннеді — Раджа
- Кертлі Вірджинія — дівчина на тротуарі
- Джордж Ніколс — другий фліртуючий в парку